# Alvarado Jimbal
Alvarado Jimbal es una localidad del municipio de Centro ubicado en la subregión centro del estado mexicano de Tabasco.

## Geografía
La localidad de Alvarado Jimbal se sitúa en las coordenadas geográficas 17°50′20″N 92°58′28″O / 17.838889, -92.974444, a una elevación de 12 metros sobre el nivel del mar.

## Demografía
Según el Conteo de Población y Vivienda 2020, efectuado por el Instituto Nacional de Estadística y Geografía, la localidad de Alvarado Jimbal tiene 847 habitantes, de los cuales 417 son del sexo masculino y 430 del sexo femenino. Su tasa de fecundidad es de 2.51 hijos por mujer y tiene 203 viviendas particulares habitadas.
| Gráfica de evolución demográfica de Alvarado Jimbal entre 1940 y 2020 |
|                                                                       |
| INEGI.                                                                |